# Isshō Miyagawa
Isshō Miyagawa  (jap. 宮川 一笑 Miyagawa Isshō; ur. 1689, zm. 20 stycznia 1780) – japoński malarz tworzący w stylu ukiyo-e, uwieczniający przede wszystkim aktorów kabuki, gejsze, zawodników sumo i inne elementy codziennego miejskiego życia. Jego nauczycielem był Chōshun Miyagawa (1682–1752), który z kolei pozostawał pod wpływem prac Moronobu Hishikawy. Jak wielu innych artystów ukiyo-e, Isshō stworzył wiele shunga, drzeworytów przedstawiających sceny erotyczne.
Wiadomo, że w 1751 Isshō wraz ze swoim mistrzem został wygnany na rok z Edo na wyspę Nii-jima w archipelagu wysp Izu. Był to rezultat kłótni wokół płatności za zamówienie w mieście Nikkō. Artysta ze szkoły Kanō wynajął Chōshuna do pomalowania części ścian w świątyni Nikkō Tōshō-gū, ale odmówił zapłaty (lub nie był w stanie zapłacić). W czasie konfrontacji artysta z Kanō został zabity, prawdopodobnie przez Isshō.

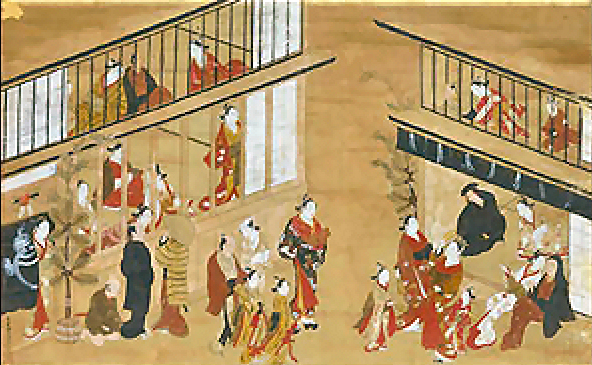
Bez tytułu
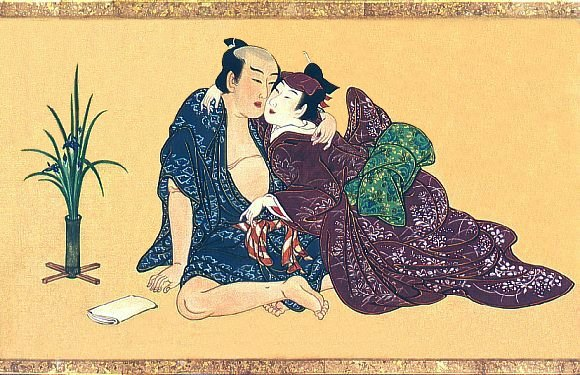
Z serii Wiosenne rozrywki
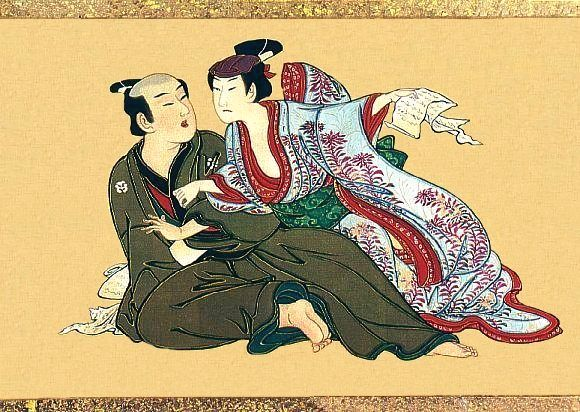
Z serii Wiosenne rozrywki